# Lengyelország az 1998. évi téli olimpiai játékokon
Lengyelország a japán Naganóban megrendezett 1998. évi téli olimpiai játékok egyik részt vevő nemzete volt. Az országot az olimpián 10 sportágban 39 sportoló képviselte, akik érmet nem szereztek.

## Alpesisí
Férfi
| Versenyző              | Versenyszám      | 1. futam | 1. futam | 2. futam      | 2. futam      | Összesítés | Összesítés |
| Versenyző              | Versenyszám      | Idő      | Hely.    | Idő           | Hely.         | Idő        | Helyezés   |
| ---------------------- | ---------------- | -------- | -------- | ------------- | ------------- | ---------- | ---------- |
| Andrzej Bachleda-Curuś | Lesiklás         |          |          |               |               | 1:53,62    | 22.        |
| Andrzej Bachleda-Curuś | Műlesiklás       | 57,45    | 21.      | nem ért célba | nem ért célba | kiesett    | kiesett    |
| Andrzej Bachleda-Curuś | Óriás-műlesiklás | 1:24,17  | 28.      | 1:22,07       | 27.           | 2:46,24    | 24.        |

| Versenyző              | Versenyszám | Műlesiklás | Műlesiklás | Műlesiklás | Műlesiklás | Műlesiklás | Műlesiklás | Lesiklás | Lesiklás | Összesítés | Összesítés |
| Versenyző              | Versenyszám | 1. futam   | 1. futam   | 2. futam   | 2. futam   | Össz.      | Össz.      | Lesiklás | Lesiklás | Összesítés | Összesítés |
| Versenyző              | Versenyszám | Idő        | Hely.      | Idő        | Hely.      | Idő        | Hely.      | Idő      | Hely.    | Idő        | Helyezés   |
| ---------------------- | ----------- | ---------- | ---------- | ---------- | ---------- | ---------- | ---------- | -------- | -------- | ---------- | ---------- |
| Andrzej Bachleda-Curuś | Összetett   | 49,02      | 4.         | 45,47      | 5.         | 1:34,49    | 3.         | 1:37,04  | 9.       | 3:11,53    | 5.         |

## Biatlon
Férfi
| Versenyző                                                    | Versenyszám      | Lövőhiba    | Időeredmény | Helyezés |
| ------------------------------------------------------------ | ---------------- | ----------- | ----------- | -------- |
| Wojciech Kozub                                               | 10 km sprint     | 3 (2+1)     | 29:28,5     | 23.      |
| Wojciech Kozub                                               | 20 km egyéni     | 4 (1+1+1+1) | 1:00:41,1   | 30.      |
| Tomasz Sikora                                                | 10 km sprint     | 1 (1+0)     | 29:40,8     | 28.      |
| Tomasz Sikora                                                | 20 km egyéni     | 5 (1+0+1+3) | 1:02:39,9   | 47.*     |
| Wiesław Ziemianin                                            | 10 km sprint     | 1 (0+1)     | 29:34,4     | 26.      |
| Wiesław Ziemianin                                            | 20 km egyéni     | 4 (2+1+1+0) | 1:02:39,9   | 47.*     |
| Wiesław Ziemianin Tomasz Sikora Jan Ziemianin Wojciech Kozub | 4 × 7,5 km váltó | 0+8         | 1:24:09,8   | 5.       |

Női
| Versenyző                                                  | Versenyszám      | Lövőhiba    | Időeredmény | Helyezés |
| ---------------------------------------------------------- | ---------------- | ----------- | ----------- | -------- |
| Halina Nowak-Guńka                                         | 7,5 km sprint    | 5 (3+2)     | 25:39,0     | 42.      |
| Anna Stera-Kustucz                                         | 7,5 km sprint    | 2 (1+1)     | 23:53,1     | 6.       |
| Anna Stera-Kustucz                                         | 15 km egyéni     | 2 (0+0+0+2) | 57:56,0     | 17.      |
| Agata Suszka                                               | 7,5 km sprint    | 3 (0+3)     | 25:45,1     | 45.      |
| Agata Suszka                                               | 15 km egyéni     | 6 (2+0+2+2) | 1:01:35,4   | 42.      |
| Halina Pitoń                                               | 15 km egyéni     | 6 (2+0+2+2) | 1:02:45,0   | 51.      |
| Agata Suszka Halina Pitoń Iwona Daniluk Anna Stera-Kustucz | 4 × 7,5 km váltó | 2+15        | 1:45:45,5   | 13.      |

* - egy másik versenyzővel azonos eredményt ért el

## Bob
| Versenyző                                               | Versenyszám | 1. futam | 1. futam | 2. futam | 2. futam | 3. futam | 3. futam | Összesítés | Összesítés |
| Versenyző                                               | Versenyszám | Idő      | Hely.    | Idő      | Hely.    | Idő      | Hely.    | Idő        | Helyezés   |
| ------------------------------------------------------- | ----------- | -------- | -------- | -------- | -------- | -------- | -------- | ---------- | ---------- |
| Tomasz Żyła Dawid Kupczyk Krzysztof Sieńko Tomasz Gatka | Négyes      | 54,71    | 22.      | 54,45    | 21.      | 54,63    | 19.      | 2:43,79    | 22.        |

## Gyorskorcsolya
Férfi
| Versenyző          | Versenyszám | 1. futam | 1. futam | 2. futam | 2. futam | Eredmény | Helyezés |
| Versenyző          | Versenyszám | Idő      | Hely.    | Idő      | Hely.    | Eredmény | Helyezés |
| ------------------ | ----------- | -------- | -------- | -------- | -------- | -------- | -------- |
| Paweł Abratkiewicz | 500 m       | 36,76    | 24.      | 36,51    | 20.      | 73,27    | 22.      |
| Paweł Abratkiewicz | 1000 m      |          |          |          |          | 1:12,80  | 26.      |
| Tomasz Świst       | 500 m       | 36,86    | 28.      | 36,68    | 25.      | 73,54    | 26.      |
| Tomasz Świst       | 1000 m      |          |          |          |          | 1:15,55  | 41.      |
| Paweł Zygmunt      | 1500 m      |          |          |          |          | 1:53,73  | 34.      |
| Paweł Zygmunt      | 5000 m      |          |          |          |          | 6:45,59  | 18.      |

## Műkorcsolya
| Versenyző                             | Versenyszám | Rövid program     | Rövid program | Rövid program | Kűr               | Kűr   | Kűr         | Összesítés         | Összesítés |
| Versenyző                             | Versenyszám | Több. hely. száma | Hely.         | Hely. pont.   | Több. hely. száma | Hely. | Hely. pont. | Helyezési pontszám | Helyezés   |
| ------------------------------------- | ----------- | ----------------- | ------------- | ------------- | ----------------- | ----- | ----------- | ------------------ | ---------- |
| Anna Rechnio                          | Női egyéni  | 5×12+             | 13.           | 6,5           | 7×20+             | 20.   | 20,0        | 26,5               | 19.        |
| Dorota Zagórska-Siudek Mariusz Siudek | Páros       | 7×10+             | 10.           | 5,0           | 5×11+             | 11.   | 11,0        | 16,0               | 10.        |

| Versenyző                         | Versenyszám | Kötelező tánc 1   | Kötelező tánc 1 | Kötelező tánc 1 | Kötelező tánc 2   | Kötelező tánc 2 | Kötelező tánc 2 | Eredeti (original) tánc | Eredeti (original) tánc | Eredeti (original) tánc | Kűr               | Kűr   | Kűr         | Összesítés         | Összesítés |
| Versenyző                         | Versenyszám | Több. hely. száma | Hely.           | Hely. pont.     | Több. hely. száma | Hely.           | Hely. pont.     | Több. hely. száma       | Hely.                   | Hely. pont.             | Több. hely. száma | Hely. | Hely. pont. | Helyezési pontszám | Helyezés   |
| --------------------------------- | ----------- | ----------------- | --------------- | --------------- | ----------------- | --------------- | --------------- | ----------------------- | ----------------------- | ----------------------- | ----------------- | ----- | ----------- | ------------------ | ---------- |
| Sylwia Nowak Sebastian Kolasiński | Jégtánc     | 5×11+             | 12.             | 2,4             | 8×12+             | 12.             | 2,4             | 6×11+                   | 11.                     | 6,6                     | 5×12+             | 12.   | 12,0        | 23,4               | 12.        |

## Rövidpályás gyorskorcsolya
Férfi
| Versenyző      | Versenyszám | Előfutam | Előfutam | Negyeddöntő | Negyeddöntő | Elődöntő | Elődöntő | B döntő | B döntő | Döntő   | Döntő   | Helyezés |
| Versenyző      | Versenyszám | Idő      | Hely.    | Idő         | Hely.       | Idő      | Hely.    | Idő     | Hely.   | Idő     | Hely.   | Helyezés |
| -------------- | ----------- | -------- | -------- | ----------- | ----------- | -------- | -------- | ------- | ------- | ------- | ------- | -------- |
| Maciej Pryczek | 500 m       | 46,652   | 3.       | kiesett     | kiesett     | kiesett  | kiesett  | kiesett | kiesett | kiesett | kiesett | 24.      |
| Maciej Pryczek | 1000 m      | 1:33,555 | 4.       | kiesett     | kiesett     | kiesett  | kiesett  | kiesett | kiesett | kiesett | kiesett | 27.      |

## Sífutás
Férfi
| Versenyző       | Versenyszám         | Eredmény  | Helyezés |
| --------------- | ------------------- | --------- | -------- |
| Janusz Krężelok | 10 km               | 32:02,8   | 76.      |
| Janusz Krężelok | 15 km üldözőverseny | 47:13,3   | 53.      |
| Janusz Krężelok | 50 km               | 2:19:04,4 | 40.      |

Női
| Versenyző                                                                     | Versenyszám         | Eredmény      | Helyezés      |
| ----------------------------------------------------------------------------- | ------------------- | ------------- | ------------- |
| Bernadetta Bocek-Piotrowska                                                   | 5 km                | 19:17,3       | 39.           |
| Bernadetta Bocek-Piotrowska                                                   | 10 km üldözőverseny | 32:50,9       | 43.           |
| Bernadetta Bocek-Piotrowska                                                   | 15 km               | 51:40,7       | 33.           |
| Bernadetta Bocek-Piotrowska                                                   | 30 km               | 1:32:37,6     | 33.           |
| Katarzyna Gębala                                                              | 5 km                | 19:58,8       | 60.           |
| Katarzyna Gębala                                                              | 10 km üldözőverseny | 35:04,3       | 59.           |
| Dorota Kwaśny                                                                 | 5 km                | 20:03,1       | 61.           |
| Dorota Kwaśny                                                                 | 10 km üldözőverseny | 33:38,6       | 49.           |
| Dorota Kwaśny                                                                 | 15 km               | 53:42,6       | 50.           |
| Dorota Kwaśny                                                                 | 30 km               | nem ért célba | nem ért célba |
| Małgorzata Ruchała                                                            | 5 km                | 19:06,4       | 33.           |
| Małgorzata Ruchała                                                            | 10 km üldözőverseny | 32:15,2       | 35.           |
| Eliza Surdyka                                                                 | 15 km               | 55:37,5       | 58.           |
| Katarzyna Gębala Małgorzata Ruchała Dorota Kwaśny Bernadetta Bocek-Piotrowska | 4 × 5 km váltó      | 59:56,7       | 13.           |

## Síugrás
| Versenyző                                                       | Versenyszám | 1. ugrás | 1. ugrás | 2. ugrás | 2. ugrás | Összesítés | Összesítés |
| Versenyző                                                       | Versenyszám | Pont     | Hely.    | Pont     | Hely.    | Pont       | Helyezés   |
| --------------------------------------------------------------- | ----------- | -------- | -------- | -------- | -------- | ---------- | ---------- |
| Krystian Długopolski                                            | Normálsánc  | 45,0     | 62.      | kiesett  | kiesett  | kiesett    | kiesett    |
| Adam Małysz                                                     | Normálsánc  | 70,5     | 51.      | kiesett  | kiesett  | kiesett    | kiesett    |
| Adam Małysz                                                     | Nagysánc    | 71,1     | 52.      | kiesett  | kiesett  | kiesett    | kiesett    |
| Robert Mateja                                                   | Normálsánc  | 98,0     | 21.      | 99,5     | 19.*     | 197,5      | 21.        |
| Robert Mateja                                                   | Nagysánc    | 107,7    | 19.      | 111,9    | 19.      | 219,6      | 20.        |
| Wojciech Skupień                                                | Normálsánc  | 85,0     | 32.**    | kiesett  | kiesett  | kiesett    | kiesett    |
| Wojciech Skupień                                                | Nagysánc    | 111,1    | 12.      | 126,4    | 9.       | 237,5      | 11.        |
| Łukasz Paweł Kruczek                                            | Nagysánc    | 81,6     | 45.      | kiesett  | kiesett  | kiesett    | kiesett    |
| Adam Małysz Łukasz Paweł Kruczek Wojciech Skupień Robert Mateja | Csapat      | 326,7    | 7.       | 357,5    | 11.      | 684,2      | 8.         |

* - egy másik versenyzővel azonos eredményt ért el

** - két másik versenyzővel azonos eredményt ért el

## Snowboard
Halfpipe
| Versenyző        | Versenyszám | 1. selejtező | 1. selejtező | 2. selejtező | 2. selejtező | Döntő      | Döntő      | Döntő   | Helyezés |
| Versenyző        | Versenyszám | Pont         | Hely.        | Pont         | Hely.        | 1. forduló | 2. forduló | Össz.   | Helyezés |
| ---------------- | ----------- | ------------ | ------------ | ------------ | ------------ | ---------- | ---------- | ------- | -------- |
| Łukasz Starowicz | Férfi       | 27,2         | 34.          | 26,5         | 27.          | kiesett    | kiesett    | kiesett | 35.      |

Giant slalom
| Versenyző          | Versenyszám | 1. futam      | 1. futam      | 2. futam | 2. futam | Összesítés | Összesítés |
| Versenyző          | Versenyszám | Idő           | Hely.         | Idő      | Hely.    | Idő        | Helyezés   |
| ------------------ | ----------- | ------------- | ------------- | -------- | -------- | ---------- | ---------- |
| Łukasz Starowicz   | Férfi       | 1:03,50       | 21.           | 1:08,81  | 17.      | 2:12,31    | 19.        |
| Jagna Marczułajtis | Női         | nem ért célba | nem ért célba | kiesett  | kiesett  | kiesett    | kiesett    |
| Małgorzata Rosiak  | Női         | 1:19,41       | 18.           | 1:22,16  | 20.      | 2:41,57    | 19.        |

## Szánkó
| Versenyző                       | Versenyszám | 1. futam | 1. futam | 2. futam | 2. futam | Összesítés | Összesítés |
| Versenyző                       | Versenyszám | Idő      | Hely.    | Idő      | Hely.    | Idő        | Helyezés   |
| ------------------------------- | ----------- | -------- | -------- | -------- | -------- | ---------- | ---------- |
| Piotr Orslowski Robert Mieszała | Kettes      | 52,062   | 15.      | 51,445   | 13.      | 1:43,507   | 15.        |